# Ил Тороне (Перуђа)
Ил Тороне је насеље у Италији у округу Перуђа, региону Умбрија.
Према процени из 2011. у насељу је живело 35 становника. Насеље се налази на надморској висини од 382 м.